# Xerospermum laoticum
Xerospermum laoticum är en kinesträdsväxtart som beskrevs av François Gagnepain. Xerospermum laoticum ingår i släktet Xerospermum och familjen kinesträdsväxter. Inga underarter finns listade i Catalogue of Life.